# Nordwind Airlines
Nordwind Airlines (in italiano: il Vento del Nord; in russo: Северный ветер) è una compagnia aerea russa con base tecnica all'aeroporto di Mosca-Šeremet'evo. La compagnia aerea ha la licenza per i voli cargo e charter internazionali dagli aeroporti internazionali di Mosca, Russia: aeroporto di Mosca-Šeremet'evo e aeroporto di Mosca-Domodedovo.

## Storia
Nordwind Airlines è stata fondata nell'agosto 2008 dalle filiali russa e turca del tour operator Pegas Touristik e inizialmente gestiva tre Boeing 757-200.
Il 29 aprile 2013, due missili terra-aria sono stati lanciati da forze sconosciute in Siria contro un jet della Nordwind Airlines in volo da Sharm El Sheikh a Kazan. I piloti hanno intrapreso un'azione evasiva e l'aereo ha proseguito intatto verso la destinazione.
Nel 2017, la compagnia aerea ha acquisito due A330 di seconda mano, ampliando il numero di esemplari a 5 nel 2021.
Il Wall Street Journal ha riferito che Nordwind ha trasportato circa 7,4 tonnellate di oro con un valore di mercato di oltre 300 milioni di dollari dal Venezuela a una raffineria vicino all'aeroporto di Entebbe, in Uganda. Queste spedizioni di marzo 2019 presumibilmente espongono un mercato nero globale che il governo degli Stati Uniti sospetta aiuti Nicolás Maduro a rimanere al potere in Venezuela.

## Flotta

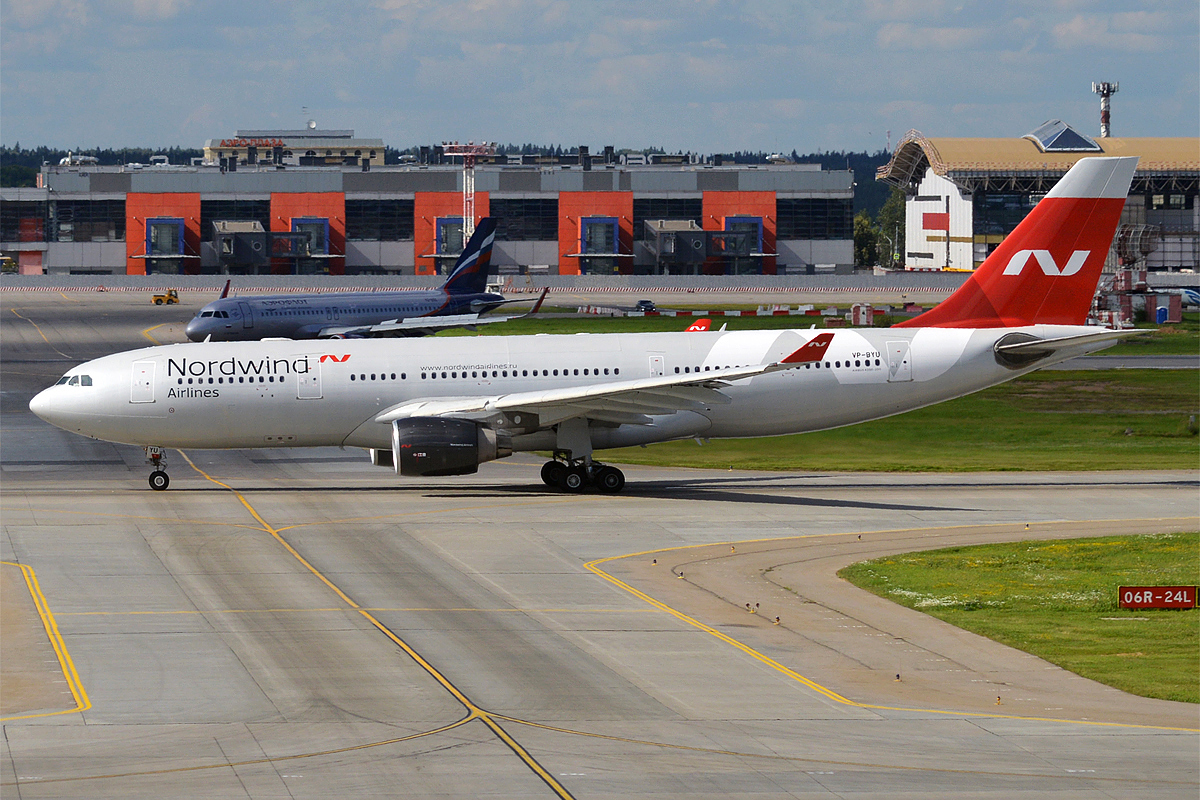
Un Airbus A330-200.

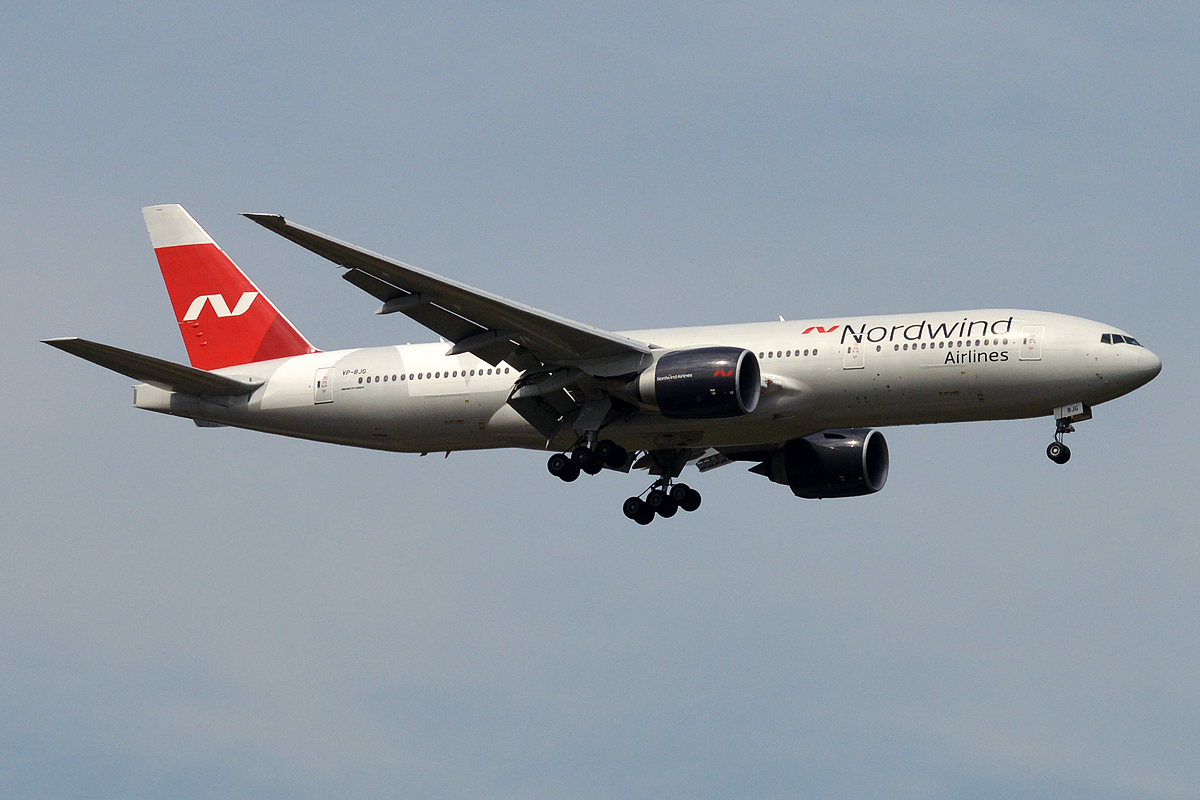
Un Boeing 777-200ER.

### Flotta attuale
A maggio 2025 la flotta di Nordwind Airlines è così composta:

### Flotta storica
Nordwind Airlines operava in precedenza con i seguenti aeromobili: